# Chiesa di Sant'Anna (Mori, Italia)
La chiesa di Sant'Anna è una chiesa cattolica situata a Valle San Felice, frazione di Mori in provincia di Trento; è sussidiaria della parrocchiale dei Santi Felice e Fortunato e fa parte dell'arcidiocesi di Trento.

## Storia

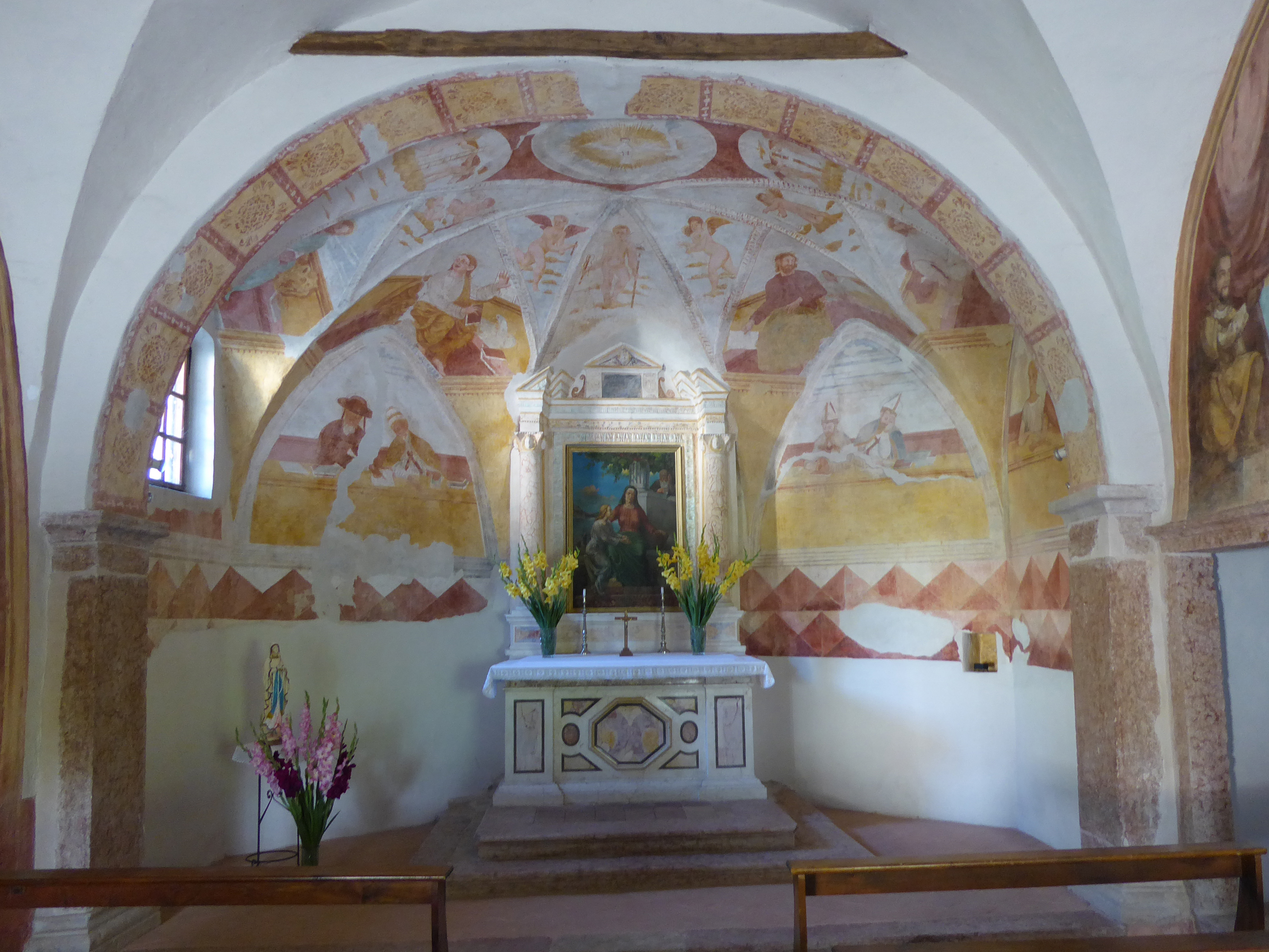
Interno

La data di erezione di questa chiesa è ignota; sarebbe d'impianto gotico, con rifacimenti cinquecenteschi ultimati nel 1561, data che appare sull'architrave del portale. La prima citazione documentale è in occasione di una visita pastorale del 1636, che rilevò la presenza di due altari dedicati a sant'Anna e san Pietro, e ordinò di abbassare il terreno all'esterno per ridurre l'umidità e di coltivare più distante dall'edificio; un'altra visita del 1683 trovò l'oculo privo di grata e la sagrestia mancante del lavabo e con il pavimento da rifare. Altre due visite pastorali sono documentate nel 1709 e nel 1728.
A metà Novecento la chiesetta era abbandonata e in parte interrata, e tra il 1948 e il 1950 venne restaurata e restituita al culto dalla popolazione; il medico condotto Enrico Less (1897-1983), pittore amatoriale, realizzò la pala dell'unico altare che era rimasto, e lui e la mastra Filidea Zanella (1886-1971), con l'aiuto di altre persone (Iginio Gentili, Romedio Cimonetti e Bruno Ciaghi), riportarono alla luce gli affreschi del presbiterio (che erano stati scialbati) e realizzarono quelli dell'aula.
Altri restauri sono avvenuti nel 1972 (tetto e murature, ad opera di volontari) e nel 1998 (restauro generale con contributi provinciali). Non è stato realizzato alcun adeguamento liturgico; in occasione delle celebrazioni viene messo un tavolo in legno sotto all'arco santo con funzione di altare verso il popolo.

## Descrizione

### Esterno
La chiesa, orientata verso sud, si trova nella parte occidentale di Valle San Felice, nella contrada "La Rì", lungo la strada che anticamente collegava i paesi della val di Gresta.
Si presenta con facciata a capanna, con tetto in coppi dalle falde sporgenti e conci a vista sul lato destra; il portale architravato è affiancato da due finestrelle rettangolari asimmetriche, chiuse da grate in ferro, e sormontato da un oculo. Sul fianco sinistra si trovano un grande contrafforte e una finestrella quadrata che dà luce al presbiterio. Sul fianco destro è annessa la sagrestia, a pianta irregolare, dalla quale si eleva il campanile; questo è una torretta a base quadrata, con cella campanaria aperta da monofore centinate (davanti e dietro) e da piccoli fori rettangolari (ai lati) e tetto a quattro falde con globo e croce apicali.

### Interno

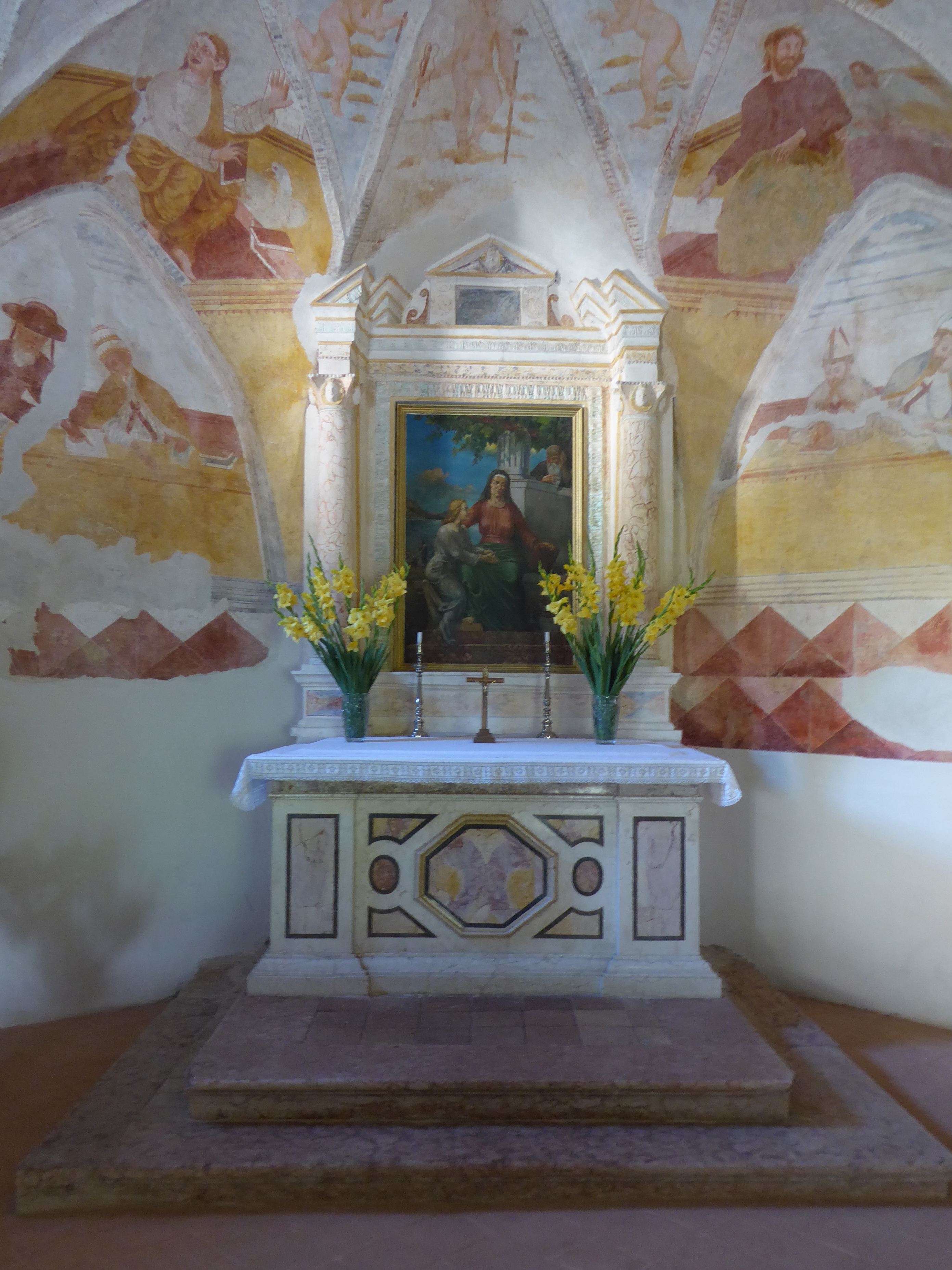
L'altare

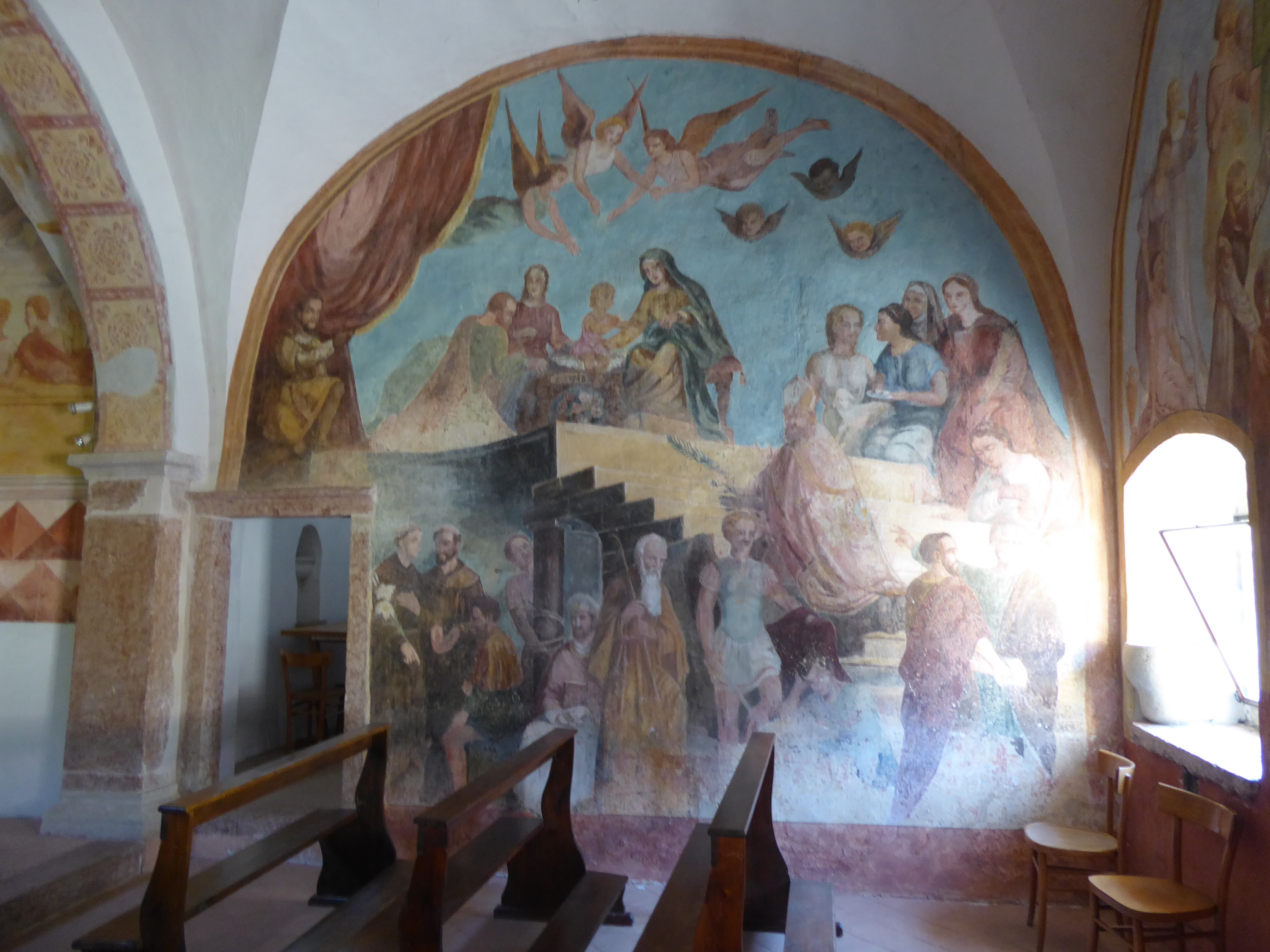
Gli affreschi novecenteschi sulla parete destra della navata

L'interno ha un'unica navata, voltata a crociera e pavimentata con piastrelle quadrate in cotto disposte diagonalmente; sul lato destro si trova la porta per la sagrestia. L'arco santo ribassato, sorretto da pilastri con capitelli svasati, introduce al presbiterio; questo è rialzato di un gradino, voltato a ombrello e concluso da un'abside poligonale.
Abside e presbiterio sono interamente ricoperti da affreschi gotici: al centro della volta campeggia la colomba dello Spirito Santo, e negli spicchi i quattro evangelisti e alcuni putti con gli strumenti della Passione; sulla pareti laterali vi sono i quattro Padri della Chiesa latina, ossia i santi Gregorio Magno, Girolamo, Ambrogio e Agostino. La pala d'altare, opera novecentesca di Enrico Loss, raffigura l'educazione di Maria, con san Gioacchino in secondo piano.
Le pareti della navata e la controfacciata ospitano pitture moderne, realizzate dal medico Enrico Loss e dalla maestra Filidea Zanella durante i restauri di metà Novecento:
- Sulla destra, la natività di Maria con i santi Anna, Gioacchino ed Elisabetta; sant'Enrico introduce lo stuolo dei santi patroni delle altre chiese della val di Gresta: Felice (Valle San Felice), Antonio abate (Manzano), Michele (Ronzo-Chienis) che porge il mantello a Martino (Nomesino), Filippo che porge la Regola a Giacomo (Pannone); Antonio di Padova (chiesetta sul monte di Chienis) con Francesco d'Assisi, Rocco (cappelle a Nomesino, Ronzo-Chienis e Pannone), Fabiano e Sebastiano (Varano); su un trono assistono inoltre le sante Agnese, Lucia, Rita, Cecilia e Apollonia.
- Sulla sinistra, la morte di sant'Anna, con tutta la Sacra Famiglia presente incluso Gesù, che osserva fuori dalla finestra il paesaggio con Valle San Felice e, in lontananza, il monte Calvario; in basso vari santi, fra cui il gruppo con le sante Caterina, Teresa di Lisieux, Agata, Barbara e Maria Maddalena, san Biagio, san Valentino che offre l'Eucaristia a san Luigi Gonzaga, san Giovanni Bosco che istruisce san Domenico Savio, e san Gaetano; dietro ad alcuni rami sbucano anche i volti dei due autori.
- In controfacciata, sopra al portale, la gloria di sant'Anna, ispirata a un passo del Canto XXXII del Paradiso di Dante («Di contr’ a Pietro vedi sedere Anna, / tanto contenta di mirar sua figlia, / che non move occhio per cantare osanna»), con numerosi santi fra cui san Bernardo, che invita il Poeta a offrire alla santa la Divina Commedia[3][4].

Un ultimo affresco sempre opera di Less e Zanella è collocato anche nella vela absidale opposta alla finestra, e rappresenta i santi Felice e Fortunato e le firme degli autori.